# Ramón Díaz
Ramón Ángel Díaz (La Rioja, 1959. augusztus 29. –) argentin labdarúgócsatár, edző, 2014 és 2016 között a paraguayi labdarúgó-válogatott szövetségi kapitánya.